# Węgierskie filmy zgłoszone do rywalizacji o Oscara w kategorii filmu nieanglojęzycznego
Węgierski kandydat do Oscara w kategorii filmu nieanglojęzycznego zgłaszany jest od 1965 roku. Wyboru dokonuje komisja składająca się z cenionych specjalistów z dziedziny filmu.
Filmy reprezentujące węgierską kinematografię były dziesięciokrotnie nominowane (w tym sześciokrotnie w ciągu zaledwie jedenastu lat). Dwukrotnie obrazy węgierskich twórców zdobyły Oscara w tej kategorii - były to Mefisto (1981) i Syn Szawła (2015).
Filmy Istvána Szabó były zgłaszane najczęściej spośród wszystkich węgierskich reżyserów w tej kategorii, gdyż aż siedmiokrotnie (w latach 1967-1992). Były też najczęściej nagradzane - zdobyły trzy nominacje i jedną statuetkę. Zoltán Fábri wyreżyserował cztery filmy (1965-1978) zgłoszone do Oscara w tej kategorii i uzyskał dwie nominacje.

## Lista zgłoszonych filmów
Większość filmów zgłaszanych przez Węgry, do rywalizacji o Oscara w kategorii filmu nieanglojęzycznego, filmów była kręcona w języku węgierskim. Wyjątek stanowią trzy filmy Istvána Szabó (Mefisto, Pułkownik Redl i Hanussen), w których główną rolę grał austriacki aktor Klaus Maria Brandauer i które były w dużej mierze niemieckojęzyczne.
| Rok (ceremonia) | Tytuł polski                                          | Tytuł oryginalny                                    | Tytuł anglojęzyczny                                       | Reżyseria                     | Status         |
| --------------- | ----------------------------------------------------- | --------------------------------------------------- | --------------------------------------------------------- | ----------------------------- | -------------- |
| 1965 (38.)      | Dwadzieścia godzin                                    | Húsz óra                                            | Twenty Hours                                              | Zoltán Fábri                  | brak nominacji |
| 1966 (39.)      | Desperaci                                             | Szegénylegények                                     | The Round-up                                              | Miklós Jancsó                 | brak nominacji |
| 1967 (40.)      | Ja, twój syn                                          | Apa                                                 | Father                                                    | István Szabó                  | brak nominacji |
| 1968 (41.)      | Chłopcy z Placu Broni                                 | A pál-utcai fiúk                                    | The Boys of Paul Street                                   | Zoltán Fábri                  | nominacja      |
| 1969 (42.)      | W górę rzucony kamień                                 | Feldobott kö                                        | The Upthrown Stone                                        | Sándor Sára                   | brak nominacji |
| 1970 (43.)      | Film o miłości                                        | Szerelmesfilm                                       | Love Film                                                 | István Szabó                  | brak nominacji |
| 1971 (44.)      | Miłość                                                | Szerelem                                            | Love                                                      | Károly Makk                   | brak nominacji |
| 1972 (45.)      | Czas teraźniejszy                                     | Jelenidö                                            | Present Indicative                                        | Péter Bacsó                   | brak nominacji |
| 1973 (46.)      | Fotografia                                            | Fotográfia                                          | Photography                                               | Pál Zolnay                    | brak nominacji |
| 1974 (47.)      | Zabawa w koty                                         | Macskajáték                                         | Cats' Play                                                | Károly Makk                   | nominacja      |
| 1975 (48.)      | Adopcja                                               | Örökbefogadás                                       | Adoption                                                  | Márta Mészáros                | brak nominacji |
| 1976 (49.)      | Piąta pieczęć                                         | Az ötödik pecsét                                    | The Fifth Seal                                            | Zoltán Fábri                  | brak nominacji |
| 1977 (50.)      | Wspomnienie z Herkulesfurdo                           | Herkulesfürdöi emlék                                | A Strange Role                                            | Pál Sándor                    | brak nominacji |
| 1978 (51.)      | Węgrzy                                                | Magyarok                                            | Hungarians                                                | Zoltán Fábri                  | nominacja      |
| 1979 (52.)      | Vera Angi                                             | Angi Vera                                           | Angi Vera                                                 | Pál Gábor                     | brak nominacji |
| 1980 (53.)      | Zaufać                                                | Bizalom                                             | Confidence                                                | István Szabó                  | nominacja      |
| 1981 (54.)      | Mefisto                                               | Mephisto                                            | Mephisto                                                  | István Szabó                  | wygrana        |
| 1982 (55.)      | Czas stanął w miejscu                                 | Megáll az idö                                       | Time Stands Still                                         | Péter Gothár                  | brak nominacji |
| 1983 (56.)      | Bunt Hioba                                            | Jób lázadása                                        | Job's Revolt                                              | Imre Gyöngyössy i Barna Kabay | nominacja      |
| 1984 (57.)      | Yerma                                                 | Yerma                                               | Yerma                                                     | Imre Gyöngyössy i Barna Kabay | brak nominacji |
| 1985 (58.)      | Pułkownik Redl                                        | Redl ezredes                                        | Colonel Redl                                              | István Szabó                  | nominacja      |
| 1986 (58.)      | Miasto kotów                                          | Macskafogó                                          | Cat City                                                  | Béla Ternovszky               | brak nominacji |
| 1987 (59.)      | Dziennik dla moich ukochanych                         | Napló szerelmeimnek                                 | Diary for My Loves                                        | Márta Mészáros                | brak nominacji |
| 1988 (61.)      | Hanussen                                              | Hanussen                                            | Hanussen                                                  | István Szabó                  | nominacja      |
| 1989 (62.)      | Mój wiek XX                                           | Az én XX. századom                                  | My 20th Century                                           | Ildikó Enyedi                 | brak nominacji |
| 1990 (63.)      | Mocny, choć mały                                      | Kicsi, de nagyon erős                               | Little But Tough                                          | Ferenc Grunwalsky             | brak nominacji |
| 1991 (64.)      | Félálom                                               | Félálom                                             | Brats                                                     | János Rózsa                   | brak nominacji |
| 1992 (65.)      | Kochana Emmo, droga Böbe                              | Édes Emma, drága Böbe - vázlatok, aktok             | Sweet Emma, Dear Bobe                                     | István Szabó                  | brak nominacji |
| 1993 (66.)      | Nigdy nie umrzemy                                     | Sose halunk meg                                     | We Never Die                                              | Róbert Koltai                 | brak nominacji |
| 1994 (67.)      | Woyzeck                                               | Woyzeck                                             | Woyzeck                                                   | János Szász                   | brak nominacji |
| 1995 (68.)      | Wydział                                               | A részleg                                           | The Outpost                                               | Péter Gothár                  | brak nominacji |
| 1996 (69.)      | Złodziej Vászka                                       | Haggyállógva Vászka                                 | Vaska Easoff                                              | Péter Gothár                  | brak nominacji |
| 1997 (70.)      | Bracia Witmanowie                                     | Witman fiúk                                         | The Witman Boys                                           | János Szász                   | brak nominacji |
| 1998 (71.)      | Cygańskie prawo                                       | Romani kris - Cigánytörvény                         | Gypsy Lore                                                | Bence Gyöngyössy              | brak nominacji |
| 1999 (72.)      | Pan Bóg zostawił mi latarnię w Peszcie                | Nekem lámpást adott kezembe az Úr, Pesten           | The Lord's Lantern in Budapest                            | Miklós Jancsó                 | brak nominacji |
| 2000 (73.)      | Glamour                                               | Glamour                                             | Glamour                                                   | Frigyes Gödrös                | brak nominacji |
| 2001 (74.)      | Porzuceni                                             | Torzók                                              | Abandoned                                                 | Árpád Sopsits                 | brak nominacji |
| 2002 (75.)      | Czkawka                                               | Hukkle                                              | Hukkle                                                    | György Pálfi                  | brak nominacji |
| 2003 (76.)      | Gąszcz                                                | Rengeteg                                            | Forest                                                    | Benedek Fliegauf              | brak nominacji |
| 2004 (77.)      | Kontrolerzy                                           | Kontroll                                            | Kontroll                                                  | Nimród Antal                  | brak nominacji |
| 2005 (78.)      | Los utracony                                          | Sorstalanság                                        | Fateless                                                  | Lajos Koltai                  | brak nominacji |
| 2006 (79.)      | Białe dłonie                                          | Fehér tenyér                                        | White Palms                                               | Szabolcs Hajdu                | brak nominacji |
| 2007 (80.)      | Taxidermia                                            | Taxidermia                                          | Taxidermia                                                | György Pálfi                  | brak nominacji |
| 2008 (81.)      | Podróż Iski                                           | Iszka utazása                                       | Iska's Journey                                            | Csaba Bollók                  | brak nominacji |
| 2009 (82.)      | Kameleon                                              | Kaméleon                                            | Chameleon                                                 | Krisztina Goda                | brak nominacji |
| 2010 (83.)      | Bibliothèque Pascal                                   | Bibliothèque Pascal                                 | Bibliothèque Pascal                                       | Szabolcs Hajdu                | brak nominacji |
| 2011 (84.)      | Koń turyński                                          | A torinói ló                                        | The Turin Horse                                           | Béla Tarr                     | brak nominacji |
| 2012 (85.)      | To tylko wiatr                                        | Csak a szél                                         | Just the Wind                                             | Benedek Fliegauf              | brak nominacji |
| 2013 (86.)      | Duży zeszyt                                           | A nagy füzet                                        | The Notebook                                              | János Szász                   | skrócona lista |
| 2014 (87.)      | Biały Bóg                                             | Fehér isten                                         | White God                                                 | Kornél Mundruczó              | brak nominacji |
| 2015 (88.)      | Syn Szawła                                            | Saul fia                                            | Son of Saul                                               | László Nemes                  | wygrana        |
| 2016 (89.)      | Z czystym sercem                                      | Tiszta szívvel                                      | Kills on Wheels                                           | Attila Till                   | brak nominacji |
| 2017 (90.)      | Dusza i ciało                                         | Testről és Lélekről                                 | On Body and Soul                                          | Ildikó Enyedi                 | nominacja      |
| 2018 (91.)      | Schyłek dnia                                          | Napszállta                                          | Sunset                                                    | László Nemes                  | brak nominacji |
| 2019 (92.)      | Ci, którzy pozostali                                  | Akik maradtak                                       | Those Who Remained                                        | Barnabás Tóth                 | skrócona lista |
| 2020 (93.)      | Przygotowania, żeby być razem przez czas nieokreślony | Felkészülés meghatározatlan ideig tartó együttlétre | Preparations to Be Together for an Unknown Period of Time | Lili Horvát                   | brak nominacji |
| 2021 (94.)      | Fotograf śmierci                                      | Post Mortem                                         | Post Mortem                                               | Péter Bergendy                | brak nominacji |
| 2022 (95.)      | Blokada                                               | Blokád                                              | Blockade                                                  | Ádám Tõsér                    | brak nominacji |
| 2023 (96.)      | Cztery dusze kojota                                   | Kojot négy lelke                                    | Four Souls of Coyote                                      | Áron Gauder                   | brak nominacji |
| 2024 (97.)      | Semmelweis                                            | Semmelweis                                          | Semmelweis                                                | Lajos Koltai                  | brak nominacji |